# Famille Baduel d'Oustrac
Pour les articles homonymes, voir Baduel et D'Oustrac (homonymie).
La famille Baduel d'Oustrac, anciennement Baduel, est une famille d'ancienne bourgeoisie, originaire du Rouergue.
De cette famille sont issus des hommes politiques mais également un évêque et une mezzo-soprano.

## Historique
Elle est issue de Jean Baduel (1705-1765), bourgeois de Laguiole (Aveyron), sieur  d'Oustrac, domaine dont la famille a conservé le nom.
Plusieurs de ses membres représentent la commune et le canton de Laguiole[réf. nécessaire] de la Révolution française à l'Entre-deux-guerres.
Au XIXe siècle, elle est l'une des familles de notables[réf. nécessaire] du département de l'Aveyron.

## Liens de filiation entre les personnalités notoires
- Jean Baduel (1739-1818), marchand, bourgeois de Laguiole. Il épouse Cécile Capoulade (1755-1786)
  - Pierre Baduel (1776-1852), maire de Laguiole (1790-1792, 1794-1800, 1814-1817). Il épouse en 1806 à Rodez Gertrude Jalabert.
    - Alexandre Baduel (1811-1874), conseiller général du canton de Laguiole (1851-1874), maire de Laguiole (1852-1870). Il épouse  Pauline de Bancarel.
      - Jules Baduel d'Oustrac (1840-1878), maire de Laguiole (1870-1878), conseiller général du canton de Laguiole (1875-1878), suppléant du juge de paix, membre de l'Ordre de Saint-Grégoire-le-Grand, président du comice agricole de Laguiole. Il épouse Bethe Mayran.
        - Joseph Baduel d'Oustrac (1877-1922), conseiller municipal de Laguiole (1908-1919), maire de Laguiole (1919-1921), conseiller général du canton de Laguiole (1907-1922). Il épouse Renée Poulenc, cousine du compositeur Francis Poulenc (leurs pères étaient frères).
          - Xavier Baduel d'Oustrrac (1914-1995) épouse Monique Guillaume de Sauville de La Presle (1913-2008), frère du compositeur Jacques de La Presle.
            - Gilles Baduel d'Oustrac épouse Caroline de Lorgeril
              - Stéphanie Baduel d'Oustrac (1974),  mezzo-soprano.

      - Léon Baduel d'Oustrac (1843-1898), sous-préfet, conseiller général du canton de Laguiole, député bonapartiste de l'Aveyron (1877-1881), banquier.

    - Benjamin Baduel (1818-1891), évêque de Saint-Flour de 1877 à sa mort.

## Armes
La famille Baduel d'Oustrac porte: D'or à quatre pals d'azur (Armorial général de d'Hozier, 1696)

## Alliances
Les principales alliances de la famille Baduel d'Oustrac sont : de Bancarel, de Mayran, Tupinier (1895).

## Demeures et châteaux

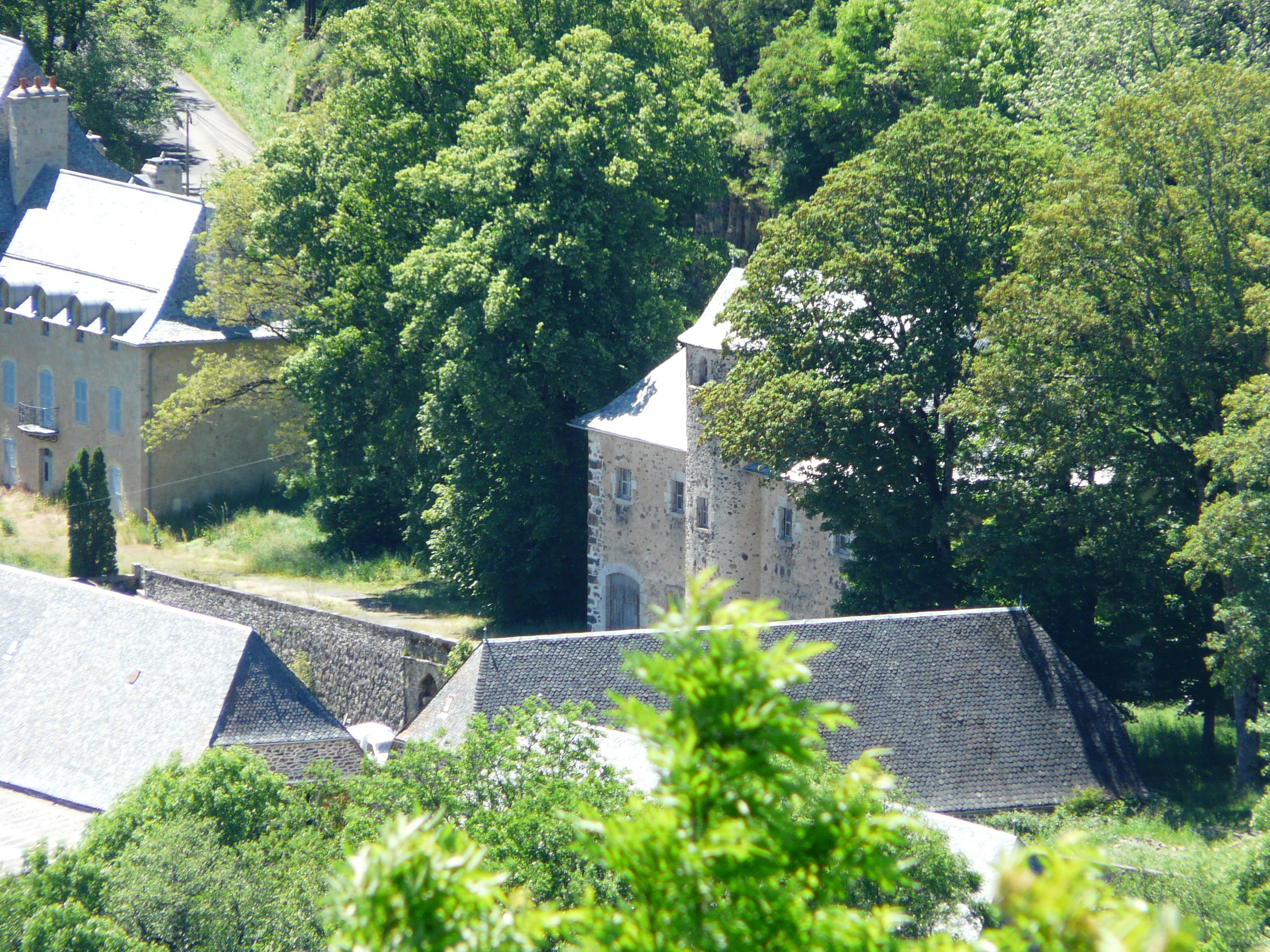
Château d'Oustrac

- Château d'Oustrac